# Талль-Афар

Районы провинции Найнава

Талль-Афар (араб. تلعفر‎, также в научных трудах Телафа́р) — город в Ираке, в провинции Найнава. Расположен примерно в 50 км к западу от Мосула, в 200 км к северо-западу от Киркука и в 60 км от сирийской границы, на высоте 405 м над уровнем моря. Населён преимущественно туркоманами. Точное население города неизвестно, на 2007 год оно оценивается приблизительно в 80 000 человек.
Талль-Афар отождествляется с одним из городов, упомянутых в Библии (Телассар). В XIX веке город посетил известный археолог Остин Лэйард. В 1920 году город был одной из баз антибританского восстания.

## Исламское государство
14 мая 2010 года взорвался начинённый взрывчаткой автомобиль при входе на футбольный стадион. Погибло 10 человек, а 120 человек получили ранения. Перед терактом Исламское государство угрожало шиитам, что наступят мрачные кровавые дни. 7 марта 2012 года погибло по меньшей мере 12 человек при взрыве начинённого взрывчаткой автомобиля.
16 июня 2014 года Исламское государство заняло город после двухдневного сражения.
В ходе битвы за Мосул в начале 2016 года Талль-Афар оказался отрезанным от Мосула. Когда в июле 2017 Мосул пал, Талль-Афар и прилегающая к нему территория стала одним из основных оплотов Исламского государства на территории Ирака.
20 августа 2017 года иракская армия заявила о начале наступления на Талль-Афар с целью освобождения города. В тот же день были заняты западные окрестности города (Абра аль-Наджар, Абра Ханш, аль-Абра аль-Кабира, аль-Абра аль-Сагхир). К 27 августа город был полностью освобождён.